# Sant Martí Vell
Sant Martí Vell és un municipi empordanès adscrit a la comarca del Gironès.

## Geografia
- Llista de topònims de Sant Martí Vell (Orografia: muntanyes, serres, collades, indrets..; hidrografia: rius, fonts...; edificis: cases, masies, esglésies, etc).

## Història
Està documentat el 1035 com Sancti Martini qui dicunt Vetulo, «Sant Martí que anomenem Vell» probablement en referència a la vella capella de l'antic castell. En els fogatges apareix com Sant Martí Vell, de la vegueria de Girona. De 1879 a 1930 va restar unit al municipi de Madremanya. El 1937 es va canviar a Vellmartí en el context revolucionari contra l'hagiotoponímia. Durant el franquisme tampoc es va respectar l'hagiotopònim adoptant la forma San Martivell fins al 1983.

## Llocs d'interès
- Santuari de la Mare de Déu dels Àngels

## Demografia
| Entitat de població | Habitants (2023) |
| barri de l'Estació  | 87               |
| Sant Martí Vell     | 74               |
| la Vilosa           | 47               |
| el Puig             | 25               |
| el Mercadal         | 19               |
| Barri dels Àngels   | 9                |
| Mont-Rodon          | 8                |
| Font: Idescat       |                  |

| 1497 | 1515 | 1553 | 1787 | 1950 | 1970 | 2010 | 2024 |
| 19   | 22   | 21   | 384  | 286  | 208  | 265  | 264  |

Entre 1879 i 1930 va estar incorporat a Madremanya.

## Personatges il·lustres
- Joaquim Llach i Coll (1849 - 1928), polític carlí.
- Jaume Marquès i Casanovas (1906 - 1992), historiador
- Manuel Torras i Sais (1915 - 1936), religiós
- Pere Pons i Riera (n.1993), futbolista

## Política
Resultats electorals de Sant Martí Vell, 2007:
- Alcaldessa: M. Àngels Vilà i Sastre (ERC)
- Tinent d'alcalde. Àrees d'Urbanisme, Obres i Serveis públics: Robert Vilà i Brugués (ERC)
- Regidora. Àrees de Cultura, Festes i Lleure i Acció social i Sanitat: Sílvia Martínez i Bertran (ERC)
- Regidor. Àrees de Medi Ambient, Sostenibilitat i Projectes culturals: Joel Capella Lardeaux (ERC)

## Festes i aplecs
- Aplec al Santuari dels Àngels - Primer diumenge de maig
- Festa Major de Sant Martí Vell - Primer dissabte i diumenge de juliol